# Керол Бауер
Керол Бауер (англ. Carol Bower, 9 червня 1956) — американська академічна веслувальниця.
Олімпійська чемпіонка 1984 року в складі вісімки.